# BMW Sauber F1.09
La BMW Sauber F1.09 è una vettura di Formula 1 con cui la scuderia tedesca affronta il campionato del mondo 2009. La vettura è stata presentata il 20 gennaio presso il Circuito di Valencia in Spagna.. È l'ultima vettura prima del ritiro dalla F1 dal 2010, annunciato dalla BMW Sauber nel luglio 2009.

## Specifiche tecniche
Sulla vettura viene montato il sistema KERS, anche se per motivi di peso, nei primi gran premi il dispositivo viene effettivamente utilizzato solo sulla vettura di Nick Heidfeld. La scuderia decide di montare il KERS sulla vettura di Robert Kubica per tutto il weekend di gara in Bahrain, dopo che in Cina era stato provato solo nelle libere.

## La versione B
Dal Gran Premio di Spagna viene mandata in pista la versione B, dotata di un muso più alto e piatto, nella sezione anteriore, e senza KERS; nonostante il team tedesco fosse stato quello che spinse a montarlo sulle vetture delle altre scuderie, fu uno dei primi ad eliminarlo. I risultati però rimangono deludenti ad eccezione del 6º posto di Kubica, che ottiene anche i suoi primi punti stagionali. La BMW adotta dal Gran Premio di Turchia sulle proprie vetture il doppio diffusore posteriore.
L'abbandono definitivo del KERS avviene dal Gran Premio di Silverstone.

## Stagione 2009
Il team, nella gara d'esordio al Gran Premio d'Australia, sembrò essere partito con il piede giusto. Fino a pochi giri dal termine Robert Kubica era pienamente in lotta per il podio, e stava recuperando terreno dal leader della gara Jenson Button, ma si toccò con Sebastian Vettel nel tentativo di sorpassarlo e si ritirò a pochi giri dal termine.

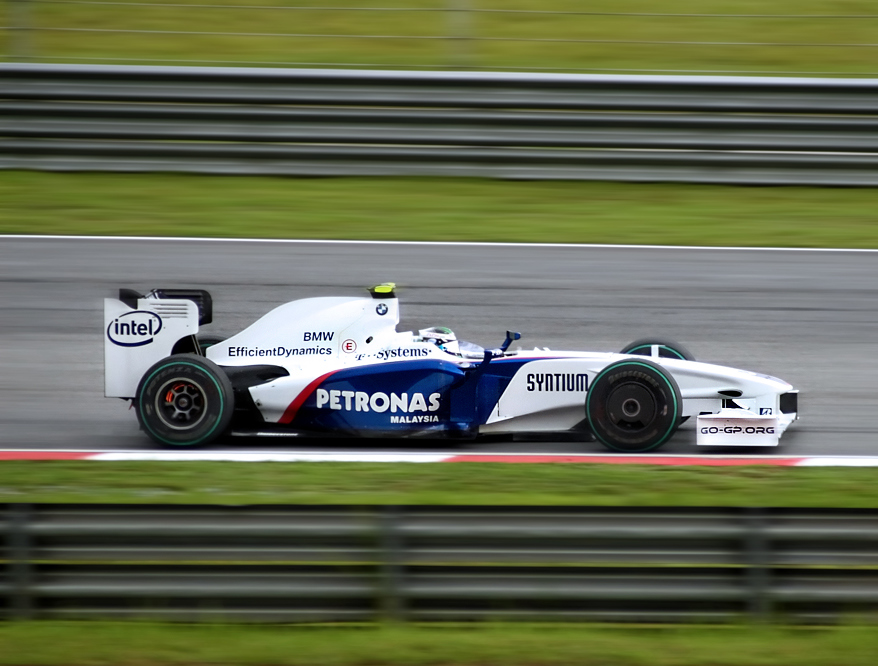
Nick Heidfeld conquista il secondo posto nel Gran Premio della Malesia 2009.

Nella gara seguente, in Malesia Heidfeld conquista il secondo posto dietro a Jenson Button grazie ad un'azzeccata strategia di gara, in un gran premio interrotto per la forte pioggia e che assegna solo la metà dei punti previsti. Nei seguenti gran premi però, la BMW dimostrò di essere in grande affanno con lo sviluppo, con le vetture che spesso faticano a qualificarsi per la q2. Così, prima toglie il Kers, poi decide di portare una vettura nuova, costruita senza il recupero di energia.
La stagione si dimostra abbastanza deludente. Vi è un recupero di competitività solo dopo la pausa estiva, con le vetture che arrivano entrambe a punti in Belgio per l'unica volta in stagione, con Kubica quarto, ed Heidfeld quinto, e un secondo posto di Kubica nel Gran Premio del Brasile, penultima gara stagionale. La scuderia chiude sesta nel campionato costruttori, con appena 36 punti conquistati, contro i 135 della stagione precedente. Visti i risultati non all'altezza, e la crisi economica che colpì il settore automobilistico, la BMW annunciò il ritiro dalla Formula 1.

## Risultati F1
| Anno | Team       | Motore           | Gomme | Piloti   |    |     |    |    |    |     |    |    |    |    |    |   |     |     |   |     |    | Punti | Pos. |
| ---- | ---------- | ---------------- | ----- | -------- | -- | --- | -- | -- | -- | --- | -- | -- | -- | -- | -- | - | --- | --- | - | --- | -- | ----- | ---- |
| 2009 | BMW Sauber | BMW P86/9 2.4 V8 | B     | Kubica   | 14 | Rit | 13 | 18 | 11 | Rit | 7  | 13 | 14 | 13 | 8  | 4 | Rit | 8   | 9 | 2   | 10 | 36    | 6º   |
| 2009 | BMW Sauber | BMW P86/9 2.4 V8 | B     | Heidfeld | 10 | 2   | 12 | 19 | 7  | 11  | 11 | 15 | 10 | 11 | 11 | 5 | 7   | Rit | 6 | Rit | 5  | 36    | 6º   |

| Legenda | 1º posto     | 2º posto | 3º posto    | A punti         | Senza punti/Non class.  | Grassetto – Pole position Corsivo – Giro più veloce |
| Legenda | Squalificato | Ritirato | Non partito | Non qualificato | Solo prove/Terzo pilota | Grassetto – Pole position Corsivo – Giro più veloce |